# Grand-Sault
Grand-Sault (franska) eller Grand Falls (engelska) är en ort i Kanada.   Den ligger i provinsen New Brunswick, i den östra delen av landet, 600 km öster om huvudstaden Ottawa. Antalet invånare är 5 706.